# 12月生まれの少年
『12月生まれの少年』（じゅうにがつうまれのしょうねん）は、施川ユウキによる日本のギャグ4コマ漫画作品。
『まんがライフオリジナル』（竹書房）にて2005年12月号（2005年11月11日発売）での読み切り作品を経て、同誌の2006年9月号（2006年8月11日発売）から2011年12月号（2011年11月11日）にかけて連載。同誌の2007年11月号（2007年10月11日発売）より、施川による映画批評コラム『全ての映画は、ながしかく』が連載されている。
主人公の少年柊とその周りの同級生・家族との日常を描く。掲載頁数は毎回4-6ページ。
当作品は連載が5年3か月間続き、丸5年間続いたデビュー作『がんばれ酢めし疑獄!!』を僅かに上回り作者にとっての最長連載作品となったため、完結時には「思い入れもひとしお」と作者はコメントした。
本作を「施川スタイル」だと、浜岡賢次が推薦している。

## 登場人物
登場人物は現在までのところ全員草花に関係した名前をもつ。また、その草花はキャラが初登場した回の時季にゆかりがあるものが選ばれている。
柊（しゅう）
主人公。おとなしい性格の少年。世の事象を独特の視点から観察し、さらに色々な仮定を脳内で設定して落胆したりおびえたりする。妄想癖。
葵（あおい）
柊の幼なじみの少女。楽天的かつ強引な性格で柊を振り回す。ほぼ毎回登場する。Episode 1（2006年9月号）で初登場。以後毎回登場する。
母さん
柊の母親。鷹揚。多くの回で登場する。
父さん
柊の父親。面妖。
萩原
柊の同級生の少年。いつも超能力まわりに興味をもち、超能力が使えそうでまったく使えそうにない。Episode 2（2006年10月号）で初登場。作品初期に多く登場した。
大賀ハスミ
柊の同級生の少女。理に適わないことを嫌う。Episode 11（2007年7月号）で初登場。キャラ名は大賀ハスに由来していると思われる。
桜
葵の従姉。のんびり屋。飼い犬のシロを葵に一時期預けていた（Episode 16参照）。Episode 19（2008年3月号）で初登場。
蘭子
柊の親戚。柊のことを「イトコちゃん」と呼ぶ。

## 書誌情報
- 施川ユウキ 『12月生まれの少年』 竹書房〈バンブーコミックス〉、全3巻
  1. 2008年10月22日発行（10月8日発売[2]）、ISBN 978-4-8124-6889-0
  2. 2010年5月1日発行（4月17日発売[4]）、ISBN 978-4-8124-7256-9
  3. 2011年12月31日発行（12月17日発売[5]）、ISBN 978-4-8124-7712-0

単行本においては各回にサブタイトルが新たに付される。雑誌掲載時には記されていた、話数を表す「Episode ○○」という表示は削除される。

## 備考

### レイアウト
毎回タイトルロゴの上には「小学4年生の日々」という語句が副題的に冠されている。回ごとのサブタイトルはなくロゴ下に「Episode ○○」と話数が表示されるのみ。タイトルロゴと話数の下に柊の一言を添えたカットが描かれる。単行本においては柊のカット以外は省略される。また各回にサブタイトルが付けられる。
作者が『週刊少年チャンピオン』（秋田書店）で連載していた『サナギさん』と同様、最終ページは大ゴマを使った1ページ漫画とすることが多い。

### その他
毎号ハシラ（コマ枠外の側部）において編集部と作者との簡単な一問一答がある。この質問は連載内容とは関連しておらずその号に漫画を寄稿した作家に対して画一的になされる。単行本には収録されない。
読み切り版が掲載された2005年12月号の読者コーナー「フロムリーダーズ」の「まんが家さん プレイバック」で作者と編集部との簡単な一問一答がいくつかなされた。
『コーラス』2009年2月号（集英社、2008年12月27日発売）のインタビュー企画「まんがに歴史あり」第22回に作者施川がインタビュアーとしてゲスト出演し、『12月生まれの少年』について語った。

## 特典
（図書カード）
「まんがライフオリジナル」2005年12月号のキャンペーン「ライオリからのハッピーXmas! プレミアム全キャラ図書カードプレゼント!!」での懸賞品。その号に読み切り漫画として掲載された『12月生まれの少年』の柊を含めた、同誌掲載作品の主要キャラクターが描かれてある。当選者数は100名。
オリジナル湯飲み
単行本第1巻発売にあたり製作された湯飲み。応募には単行本のオビについている応募券が必要。当選者数は50名。
（サイン本）
『まんがライフオリジナル』2008年11月号（2008年10月11日発売）の読者コーナー「フロムリーダーズ」内「今月のサイン本!!」での懸賞品。施川のサインが書かれた『12月生まれの少年』第1巻が懸賞された。当選者数は3名。
（サイン本）
『近代麻雀オリジナル』（竹書房）2008年12月号（2008年11月8日発売）の読者コーナー「開放雀卓」内「インフォメーション」での懸賞品。施川のサインが書かれた『12月生まれの少年』第1巻が懸賞された。当選者数は3名。
特製まめ手ぬぐい
『まんがライフオリジナル』2009年1月号（2008年12月11日発売）での付録。『12月生まれの少年』の柊を含めた同誌掲載作品の主要キャラクターの顔が描かれている。
（サイン本）
『まんがライフオリジナル』2012年2月号（2011年1月11日発売）の読者コーナー「フロムリーダーズ」内「今月のサイン本!!」での懸賞品。施川のサインが書かれた『12月生まれの少年』第3巻が懸賞された。当選者数は3名。

## 全ての映画は、ながしかく
『全ての映画は、ながしかく』（すべてのえいがはながしかく）は、『まんがライフオリジナル』2007年11月号から連載している施川ユウキの映画批評コラム。『12月生まれの少年』との内容的な繋がりは無いが同一作者による同一誌での連載作品なので本項目にて記述する。
「惜しみなく金を掛けられる程の趣味も無い」施川が、「割とよく観る」という映画をコラム形式で批評する。雑誌発売日の前後に公開される作品が批評の対象となる。同コラムには映画の感想等をしたためた1コマ漫画もある。掲載頁数は毎回1ページ。
2009年4月30日より、竹書房刊の4コマ漫画雑誌の共同サイト「4コマ堂」において当コラムを第1回から掲載するコーナーが設けられた。更新は毎月1日。
作者のブログ（2007年10月12日「[ 全ての映画は、ながしかく」）にコラムのタイトルを決めていく過程が書かれている。
同誌2009年1月号（2008年12月11日発売）よりタイトルロゴが変更。同誌2016年2月号では連載100回を記念して、本コラムのほかに作者のインタビューが掲載。
2021年6月現在において当コラムは単行本に収録されていない。

## 『ポポ時評』
『まんがライフオリジナル』2012年8月号より、目次横4コマ漫画『ポポ時評』を連載。